# Bajt Likja
Bajt Likja (arab. ‏بيت لقيا‎, Bayt Liqyā) – miasto w Palestynie, w muhafazie Ramallah i Al-Bira. Według danych szacunkowych Palestyńskiego Centralnego Biura Statystycznego w 2016 roku miejscowość liczyła 9866 mieszkańców.